# Dacrymycetales
Dacrymycetales is een orde binnen de klasse Dacrymycetes (druppelzwammen). De orde heeft slechts een familie:
- Familie: Dacrymycetaceae
  - Soort: Geel hoorntje (Calocera cornea)
  - Soort: Kleverig koraalzwammetje (Calocera viscosa)
  - Soort: Oranje druppelzwam (Dacrymyces stillatus)